# Międzynarodowe Spotkania Folklorystyczne im. Ignacego Wachowiaka
Międzynarodowe Spotkania Folklorystyczne im. Ignacego Wachowiaka – cykliczna impreza folklorystyczna odbywająca się w Lublinie od 1985. 
Powstały dzięki inicjatywie lubelskich zespołów folklorystycznych oraz Wydziału Kultury i Sztuki Urzędu Miasta. Od 1994 organizatorem festiwalu jest Zespół Pieśni i Tańca "Lublin" im. Wandy Kaniorowej. Spotkania odbywają się pod patronatem CIOFF – Międzynarodowej Organizacji Festiwali Folklorystycznych. W festiwalu uczestniczą przemiennie: w jednym roku zespoły dorosłe, w następnym dziecięce. Do 2006 w Międzynarodowych Spotkaniach Folklorystycznych brało udział ponad 200 grup z całego świata.